# Lada cechowa

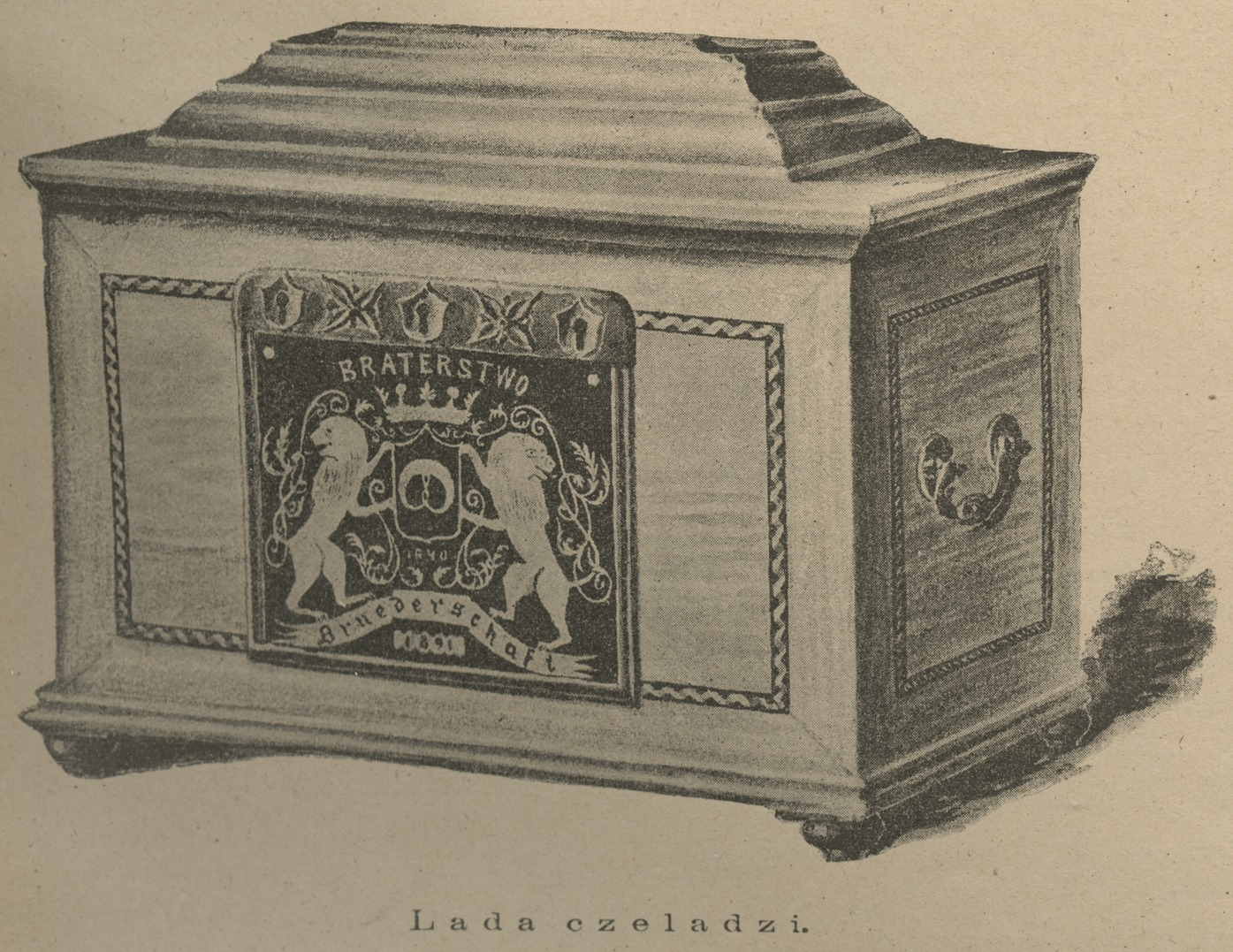
Lada cechowa warszawskiego cechu piekarzy

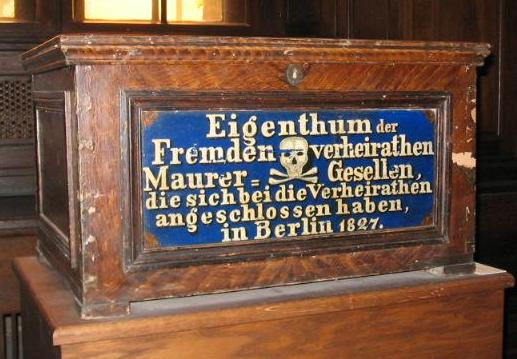
Lada cechowa ze zbiorów Märkisches Museum, Berlin

Lada cechowa – skrzynia używana przez cechy do przechowywania najcenniejszych przedmiotów cechowych. Była drewniana, dużych rozmiarów lub kuta z żelaza, bogato zdobiona, zaopatrzona była w solidny zamek lub dwa. Przechowywano w niej: dokumenty, statuty, listy, przywileje, księgi (w tym księgi cechowe, rejestry dłużników cechów), tłoki pieczętne, insygnia władzy cechowej, pieniądze. 
Były one przechowywane w domach lub izbach cechowych pod opieką starszych cechu, zobligowanych do prowadzenia registratury cechowej. Zgodnie z organizacją cechową skrzynie sprawiali mistrzowie lub bractwo czeladników danego rzemiosła. Ze względu na małą pojemność i różne funkcje cech posiadał ich kilka lub nawet kilkanaście. Widoczne różnice w bogactwie dekoracji stosowanej na skrzynkach świadczą nie tylko o zamożności cechu, ale też o ich przeznaczeniu.